# Margarita Isabel de Leiningen-Westerburg
Margarita Isabel de Leiningen-Westerburg (30 de junio de 1604, Schadeck, hoy parte de Runkel - 13 de agosto de 1667, Castillo de Wiesenburg) fue una condesa de Leiningen y regente del Landgraviato de Hesse-Homburg durante la minoría de edad de sus hijos, a partir de 1638.

## Biografía
Margarita Isabel fue el único hijo del primer matrimonio del Conde Cristóbal de Leiningen-Westerburg (1575-1635) con Ana María Ungnad, Baronesa de Weissenwolff (1573-1606). Ella contrajo matrimonio el 10 de agosto de 1622 en Butzbach con el Landgrave Federico I de Hesse-Homburg. Después de dar a luz a su segundo hijo varón, la primogenitura fue introducida en el landgraviato.
Después de la muerte de su marido el 9 de mayo de 1638, condujo la regencia en nombre de sus hijos infantes. Su hijo menor fue Federico II de Hesse-Homburg, el famoso Príncipe de Homburg.

## Hijos
Margarita Isabel y Federico I tuvieron los siguientes hijos:
- Luis Felipe (1623-1643)
- Jorge (1624-1624)
- Guillermo Cristóbal (1625-1681), Landgrave de Hesse-Homburg

desposó por primera vez en 1650 a la Princesa Sofía Leonor de Hesse-Darmstadt (1634-1663)
desposó por segunda vez en 1665 a la Princesa Ana Isabel de Sajonia-Lauenburgo (1624-1688)
- Jorge Cristián (1626-1677)

desposó en 1666 a Ana Catalina de Pogwisch, viuda de von Ahlefeldt (1633-1694)
- Ana Margarita (1629-1686)

desposó en 1650 al Duque Felipe Luis de Schleswig-Holstein-Sonderburg-Wiesenburg (1620-1689)
- Federico II (1633-1708), Landgrave de Hesse-Homburg, más conocido como El Príncipe de Homburg

desposó por primera vez en 1661 a la Condesa Margareta Brahe, viuda de Oxenstierna (1603-1669)
desposó por segunda vez en 1670 a la Princesa Luisa Isabel de Curlandia (1646-1690)
desposó por tercera vez en 1691 a la Condesa Sofía Sibila de Leiningen-Westerburg, viuda del Conde de Leiningen-Dagsburg (1656-1724)